# 捕蝇幌科
捕蝇幌科（拉丁語：Roridulaceae）也有寫成「捕虫木科」，一般稱作捕蟲樹。只有1属—捕蝇幌属共两种的食肉植物，都生长在南非，是南非的特有种。叶面有带黏液的毛，可以捕捉小昆虫，但它们并不是可以直接消化，需依靠共生的一种刺蝽（學名：Pameridea roridulae）吃掉被捕捉的昆虫，植物从刺蝽的排泄物中吸取营养。